# Troll 2 (film, 2025)
Ne doit pas être confondu avec Troll 2.
Pour les articles homonymes, voir Troll (homonymie).
Série
Troll
(2022)
Pour plus de détails, voir Fiche technique et Distribution.
Troll 2 est un film norvégien réalisé par Roar Uthaug et dont la sortie est prévue en 2025. Il s'agit de la suite de Troll, du même réalisateur, sorti en 2022. Il sera diffusé sur Netflix.

## Fiche technique
Sauf indication contraire, les informations mentionnées dans cette section peuvent être confirmées par la base de données cinématographiques IMDb,  présente dans la section « Liens externes ».
- Titre original : Troll 2
- Réalisation : Roar Uthaug
- Scénario : Espen Aukan, d'après une histoire de Roar Uthaug et Espen Aukan
- Musique : Johannes Ringen
- Direction artistique : Ágnes Bobor
- Décors : Koja
- Costumes : N/A
- Photographie : Oskar Dahlsbakken
- Montage : N/A
- Production : Espen Horn et Kristian Strand Sinkerud
- Société de production : Motion Blur Films
- Société de distribution : Netflix
- Budget : N/A
- Pays de production :  Norvège
- Langue originale : norvégien
- Format : couleur
- Genre : action, fantastique
- Date de sortie[1] : automne 2025 (sur Netflix) Date sujette à modification

## Distribution
- Ine Marie Wilmann : Nora[2],[3]
- Kim S. Falck-Jørgensen (no) : Andreas Isaksen[2],[3],[4]
- Mads Sjøgård Pettersen : le capitaine Kristoffer "Kris" Holm
- Sara Khorami (no)
- Jon Ketil Johnsen
- Gard B. Eidsvold (no)
- Aksel Almaas
- Trond Magnum

## Production
En septembre 2023, il est révélé que Netflix a demandé à l'équipe du premier film de développer une suite. Roar Uthaug revient à la réalisation et Espen Aukan au scénario. Espen Horn et Kristian Strand Sinkerud (no) de Motion Blur produisent le film.
Le tournage débute en 2024. Il se déroule en Norvège (Trondheim, Maridalen (en), Jotunheimen) ainsi qu'à Budapest en Hongrie,,,,. Selon Espen Aukan, la production a choisi Budapest en raison de la difficulté à trouver des lieux adaptés en Norvège. Troll 2 est le plus gros film produit dans les pays nordiques.

## Sortie et accueil
Un clip promotionnel est dévoilé en janvier 2025. Le film sera diffusé sur Netflix à l'automne 2025,,